# Ritratto di fanciulla (Andrea della Robbia)
Il Ritratto di fanciulla è un'opera in terracotta policroma invetriata (diametro 43 cm) di Andrea della Robbia, databile al 1465-1470 circa e conservata nel museo del Bargello.

## Storia
Non sono note le circostanze della commissione dell'opera, ma viene in genere messa in relazione con le collezioni medicee. Da un'epoca imprecisata fino al 1869 è stato conservato agli Uffizi, per giungere poi al nuovo Museo del Bargello. Nel 1898 Igino Benvenuto Supino lo catalogò genericamente come "Fabbrica dei Della Robbia" e nel 1900 Arnold Bode lo assegnò a Luca.
Questa ipotesi venne ripresa da numerosi studiosi, anche in epoca recente, come Cruttwell, Planiscig, Marquand e Pope-Hennessy, che lo confrontò con i tondi di Luca della Prudenza e della Temperanza nella cappella del Cardinale del Portogallo in San Miniato al Monte.
Nel 1922 Marquand per primo corresse l'attribuzione, già da lui sostenuto, a Luca in favore di Andrea della Robbia, in particolare alla sua prima fase, tra il 1465 e il 1470.
Più recentemente Gentilini ha confermato l'attribuzione ad Andrea e la datazione di Marquand, collocando l'opera tra le più antiche teste clipeate dell'artista. in sostegno dell'attribuizione ad Andrea ci sono caratteristiche come la fissità dello sguardo e la colorazione giallo marrone delle iridi.

## Descrizione e stile
L'opera è un busto con la testa ad altorilievo e capelli e corpo a bassissimo rilievo. La gentildonna, che evita lo sguardo dell'osservatore frontale dirigendo lo sguardo verso sinistra, è di età giovane e potrebbe essere un ritratto idealizzato, magari destinato a una decorazione architettonica. L'acconciatura, formata da un gallone che crea una punta sulla sommità della fronte dove sono applicate perle bianche, era in voga nella Firenze degli anni sessanta e settanta del Quattrocento e si trova attestata in numerose opere d'arte, tra cui una delle più antiche e più note è la Lippina di Filippo Lippi. Anche al collo la dama porta un filo di perle, che erano simbolo di purezza per le giovani spose, oltre che di prestigio sociale. Lo sfondo è azzurro, come di consueto nella terracotta robbiana, l'incarnato bianco e la veste è celeste chiaro, con una sottoveste verde.